# Bassou
Bassou – miejscowość i gmina we Francji, w regionie Burgundia-Franche-Comté, w departamencie Yonne.
Według danych na rok 1990 gminę zamieszkiwało 676 osób, a gęstość zaludnienia wynosiła 166 osób/km² (wśród 2044 gmin Burgundii Bassou plasuje się na 352. miejscu pod względem liczby ludności, natomiast pod względem powierzchni na miejscu 1287.).